# Pelagićevo
Pelagićevo (in serbo Пелагићево) è un comune della Repubblica Serba di Bosnia ed Erzegovina con 7.332 abitanti al censimento 2013.
È stato costituito in seguito agli Accordi di Dayton e comprende parte del vecchio comune di Gradačac.